# Catherine Guigon
Pour les articles homonymes, voir Guigon.
Catherine Guigon, née le 13 mai 1949, est une journaliste, femme de lettres et artiste peintre française.

## Biographie
Journaliste, Catherine Guigon a commencé sa carrière à l'hebdomadaire Le Point en 1976, au service « politique » animé par André Chambraud puis au service « société » dirigé par Jacques Duquesne. Elle y travaille notamment sur les questions d'éducation et de religion. Elle intègre ensuite la rédaction de Géo, en 1989. Dix ans plus tard, elle reprend sa liberté pour se consacrer davantage à l'écriture, tout en poursuivant sa collaboration à Géo, mais aussi à Télérama et à L’Histoire.

## Œuvres
- Les Instits, avec Nicole Gautier et Maurice Guillot, Paris, Le Seuil, 1987, 311 p.  (ISBN 2-02-009729-X) - rééd, 2014
- Palais Bourbon. La Vie quotidienne à l'Assemblée, Paris, Le Seuil, 1988, 242 p.  (ISBN 2-02-010301-X)
- Les Mystères du Sacré-Cœur, tome 1, Les Vignes de la République, roman, Paris, Éditions du Seuil, 1998, 329 p.  (ISBN 2-02-033487-9) - rééd, 2013
- Les Mystères du Sacré-Cœur, tome 2, Le Secret de la Savoyarde, roman, Paris, Éditions du Seuil, 2000, 337 p.  (ISBN 2-02-033488-7) - rééd, 2013
- Les Abbayes de France par Géo, Paris, Éditions Solar, 2003, 144 p.  (ISBN 2-263-03493-5)
- Les Cathédrales de France par Géo, Paris, Éditions Solar, 2005
- Le Désert raconté aux enfants, Paris, Éditions de la Martinière Jeunesse, 2005
- La France fortifiée vue par Géo, Paris, Éditions Solar, 2006.
- Le Grand nord raconté aux enfants, Paris, Éditions de la Martinière jeunesse, 2006
- La France romane par Géo, Paris, Éditions Solar, 2007, 144 p.  (ISBN 978-2-263-04126-6)
- Le Pôle Sud raconté aux enfants, Paris, Éditions de La Martinière Jeunesse, 2008
- À la découverte des pôles, Paris, Éditions de La Martinière Jeunesse, 2010.
- Sur les routes du sacré en France, phot. d’Olivier Martel, Paris, Presses de la Renaissance, 2010, 334 p.  (ISBN 978-2-7509-0599-6)
- Les Cocottes : reines du Paris 1900, Paris, Éditions Parigramme, 2012, 185 p.  (ISBN 978-2-84096-727-9)[1],[2]. Réédition 1er septembre 2016.
- Les Pôles racontés aux enfants, avec Francis Latreille, Paris, Éditions de La Martinière, 2012  (ISBN 978-2-7324-5123-7)
- Le Maudit de la Belle Époque, roman, Paris, Éditions du Seuil, 2013, 314 p.  (ISBN 978-2-02-063426-7)
- Ces objets qui racontent Paris, Paris, Parigramme, 2014, 160 p.  (ISBN 978-2-84096-873-3)